# 苏泊淖尔苏木
苏泊淖尔苏木是中华人民共和国内蒙古自治区阿拉善盟额济纳旗下辖的一个苏木，距旗治达来呼布镇20余公里。苏泊淖尔苏木辖区面积4470多平方公里，人口约800人，是一个以农牧业为主的苏木。

## 行政区划
苏泊淖尔苏木下辖以下村级行政区划单位：
伊布图嘎查、策克嘎查和乌兰图格嘎查。

### 杂项
策克嘎查由原策和嘎查和准扎海乌苏嘎查等合并而成；苏木治所原在额尔德尼音陶来村，现已迁至准扎海乌苏嘎查附近的策克口岸。